# Амосова Катерина Миколаївна
Катери́на Микола́ївна Амо́сова (нар. 8 лютого 1956, Київ, Українська РСР, СРСР) — науковиця у галузі кардіології, член-кореспондент Національної академії медичних наук України (2000), доктор медичних наук (1988), професорка (1990), Заслужена діячка науки і техніки України (2002), лауреатка Державної премії України в галузі науки і техніки (2000), з 2014 по 2018 рік — ректор НМУ імені О. О. Богомольця. Донька видатного лікаря Миколи Амосова.

## Біографія
Народилася 8 лютого 1956 року в Києві. Її батько — академік НАН і АМН України Микола Михайлович Амосов. Мати — Денисенко Лідія, закінчила Київський медичний інститут, працювала хірургом, фізіотерапевтом.
У 1978 році закінчила Київський медичний інститут. 1983 року захистила кандидатську дисертацію. У 1988 році докторську дисертацію на тему «Дилатаційна кардіоміопатія». З 1990 року — завідувач кафедри госпітальної терапії № 1 Національного медичного університету імені академіка О. О. Богомольця.
У 2006 році балотувалася у народні депутати України від Партії екологічного порятунку «ЕКО+25 %» першим номером у списку.
З 23 лютого 2014 року за наказом Міністерства охорони здоров'я виконувала обов'язки ректора Національного медичного університету імені Олександра Богомольця. Висунула свою кандидатуру на посаду ректора НМУ та обрана на цю посаду в 2014 році.
Розпорядженням МОЗ звільнена з посади ректора Національного медичного університету ім. О. О. Богомольця, проте рішенням Окружного адміністративного суду відновлена на посаді з 16 квітня 2017 року., З березня 2018 року припинила виконувати обов'язки ректора
Одружена з професором Володимиром Мішаловим. Має доньку Анну.

## Наукова робота
Одна із провідних учених у галузі кардіології. Основні напрями наукової діяльності: вивчення патогенезу, діагностики та лікування гострої та хронічної серцевої недостатності, гострих коронарних синдромів, ішемічної хвороби серця, легеневої гіпертензії, кардіоміопатій. Уперше в Україні встановила роль ентеровірус-індукованих змін жирно-кислотного спектру клітинних мембран в патогенезі нестабільної стенокардії, значущість імунного запалення і оксидантного стресу в розвитку діастолічної серцевої недостатності і різних форм легеневої гіпертензії, дозозалежність плейотропних ефектів статинів та інгібіторів ангіотензинпертворюючого ферменту (АПФ) у хворих з гострим коронарним синдромом. Вперше довела ефективність інгібіторів АПФ при мікросудинній стенокардії. Встановила роль набутого імунодефіциту та аутоімунних порушень у розвитку дилятаційної кардіоміопатії і розробила нові критерії її діагностики та диференційної діагностики.
Авторка понад 400 наукових праць, в тому числі 6 монографій, 26 авторських свідоцтв. Індекс Гірша Амосової за базою даних Scopus станом на листопад 2020 року дорівнює 10 (16 публікацій були процитовані 4761 раз у 1996—2020 роках). Підготувала 5 докторів та 49 кандидатів наук.
Головна редакторка журналу «Серце і судини», членкиня редколегії низки профільних науково-практичних часописів, серед яких: «Військова медицина України», «Клінічна фармація», «Кровообіг та гемостаз», «Лікарська справа», «Український терапевтичний журнал», «Медична освіта».
Віцепрезидентка Української асоціації кардіологів, членкиня Європейського товариства кардіологів (ESC), Президії товариств кардіологів та ревматологів України, голова Київського міського товариства терапевтів,

## Публіцистична діяльність
Займається публіцистичною діяльністю, підіймаючи у своїх записах теми охорони здоров'я в Україні, реформування медичної освіти в цілому та, зокрема, в Національному медичному університеті імені О. О. Богомольця. Має низку публікацій у розділі «погляди» інтернет видань «Новое Время» та «Українська Правда. Життя».

## Нагороди
- Лауреатка Всеукраїнської премії «Жінка ІІІ тисячоліття» в номінації «Знакова постать» (2008).
- Орден княгині Ольги ІІІ ступеня (2017)[10].